# Oceans Rising
Pour plus de détails, voir Fiche technique et Distribution.
Oceans Rising est un film catastrophe américain de 2017, réalisé par Adam Lipsius et mettant en vedette Jason Tobias, Summer Spiro et DeJean Brown. Il a été produit par le studio de cinéma indépendant The Asylum et la chaîne de télévision Syfy.

## Synopsis
Un scientifique construit une arche massive après que ses avertissements d’une inondation destructrice de la Terre aient été ignorés. Lorsque la catastrophe se produit, les gens se tournent vers lui en désespoir de cause, montant à bord de son arche et cherchant des réponses avant que le monde ne se noie dans une mer sans fin.

## Distribution
- Jason Tobias : Dr Josh Chamberlin
- Summer Spiro : Dr Pam Cushing[4]
- DeJean Brown : Earl
- Paola Menacho : Marjorie
- Hari Williams : Greg
- Gustavo Quiroz Jr. : Ron
- Arthur Roberts : Mel
- Annabel Barrett : Molly
- Jeff Harms : Nick
- Kevin Young : Phil
- Cedric Jonathan : Rob
- Ricky Wilson Jr. : Tom
- Paul Statman : Dr Mark Zicree
- Ronak Gandhi : Assistant du CERN
- Roy Abramsohn : Ron Livingston[5]
- Kim Nielsen : Président
- Gogo Lomo-David : Soldat #1
- Marcus Hanson : Garde suisse[1]

## Production

### Tournage
Le tournage a eu lieu à Los Angeles, en Californie, aux États-Unis

## Accueil

### Réception critique
Les critiques du film sont généralement négatives.
Moria estime que Oceans Rising suit les clichés des films catastrophe de Syfy Channel : le scientifique discrédité dont les avertissements sont rejetés par l’establishment jusqu’à ce que les choses commencent à aller de travers ; la rencontre de survivants de tous les horizons essayant de survivre au chaos ; le dernier effort pour éviter le désastre par un plan d’une audace folle. Le script de Oceans Rising joue avec le concept de réchauffement climatique, bien qu’il l’utilise de manière assez absurde, malgré une terminologie vaguement crédible devant nous. Le personnage du scientifique Jason Tobias est remarquable pour son idée farfelue : coupler deux collisionneurs de particules pour créer des singularités de chaque côté du monde afin de relancer la magnétosphère terrestre. La majeure partie de l’action se limite à un cabin cruiser où une vingtaine de personnes parviennent d’une manière ou d’une autre à vivre plusieurs jours ou semaines. En conséquence, le film ressemble à un drame ordinaire à bord d’un bateau. Même dans ce cas, il n’y a pas beaucoup de péripéties.
Horreur.net est moins indulgent, estimant que « À une époque où le catastrophisme est en passe de devenir une philosophie à part entière, surfer sur la vague des prédictions climatiques apocalyptiques permet de justifier la concrétisation de nombreuses tares cinématographiques. » Le site estime, comme Moria, que « Tous ses ingrédients sont indissociables des clichés propres au film catastrophe ». L’intrigue débute comme n’importe quel scénario inhérent au genre. On a un centre de recherches qui réalise quelques découvertes alarmantes, l’avertissement ignoré par les pouvoirs publics, le couple qui part à vau-l’eau. La différence est qu’ici le processus d’inversion des pôles est déjà survenu. Il ne convient donc pas de l’empêcher, mais de minimiser ses effets. Les catastrophes naturelles se multiplient aux quatre coins du globe. Les conséquences néfastes pour notre planète aboutissent à un périple à mi-chemin entre Le Jour d'après (pour le genre) et Waterworld (pour le cadre). La quête de sauver un monde où il n’y a plus grand-chose à sauver possède une résonance pathétique, comme si l’on essayait de récupérer ses affaires flottantes dans les décombres. De plus, certains dialogues sont noyés sous un vocabulaire technique, misant sur l’ignorance du spectateur pour tenter de faire avaler la pilule d’explications vaseuses.
En ce qui concerne les références utilisées par Horreur.net, il est à noter que l’affiche du film reprend des éléments visuels présents dans des films antérieurs : Le jour d'après, pour la statue de la Liberté presque submergée par les flots, et En pleine tempête pour le minuscule navire escaladant une vague géante.